# Shōka (peintre)
Ne doit pas être confondu avec Shōka (peintre du XVIIIe siècle).
Shōka, de son vrai nom: Watanabe Kai, surnom: Shōkei, noms de pinceau: Shōka est un peintre japonais du XIXe siècle, né en 1835, mort en 1887. Sa principale période d'activité se passe à Tokyo. Mort relativement jeune à l'âge de 52 ans, on ne sait rien de ce peintre hormis qu'il est le fils d'un grand peintre, ce qui est peut-être la raison de sa présence en bibliographie.

## Biographie
Shōka est connu comme un peintre de paysages, de fleurs et d'oiseaux de l'école Nanga (peinture de lettré.

Il est le fils du peintre Kazan.